# Eleições parlamentares iugoslavas de 1963
As eleições parlamentares foram realizadas na Iugoslávia em junho de 1963.  Elas foram as primeiras realizadas sob a constituição de 1963, que criou uma Assembleia Federal de cinco câmaras. Apenas uma câmara, o Conselho Federal de 120 assentos, foi escolhida por sufrágio universal, tendo a sua eleição ocorrido em 16 de junho.  As outras quatro câmaras, o Conselho Económico, o Conselho Educacional-Cultural, o Conselho Social e de Saúde e o Conselho Organizacional-Político foram eleitos entre 3 e 16 de Junho por pessoas empregadas ou especializadas nessas indústrias.  